# Bruno Lüling

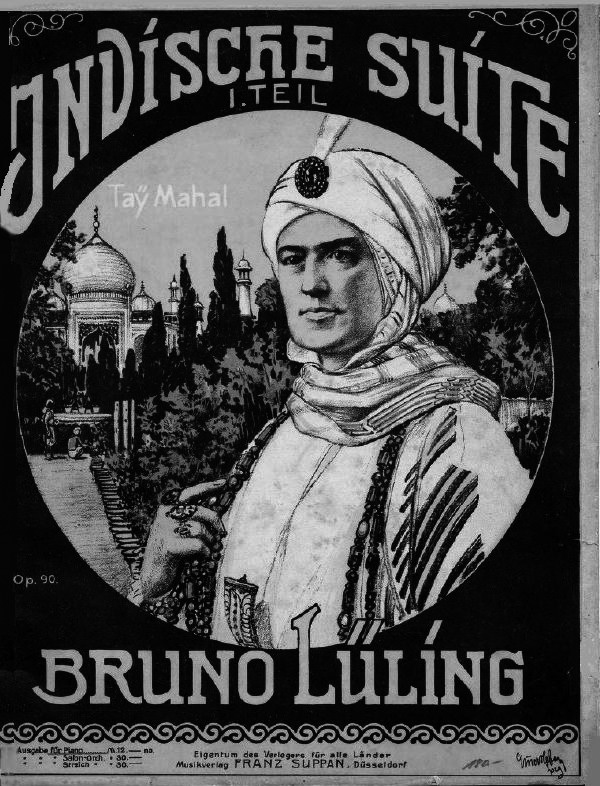
Notenheft „Indische, Suite 1. Teil“

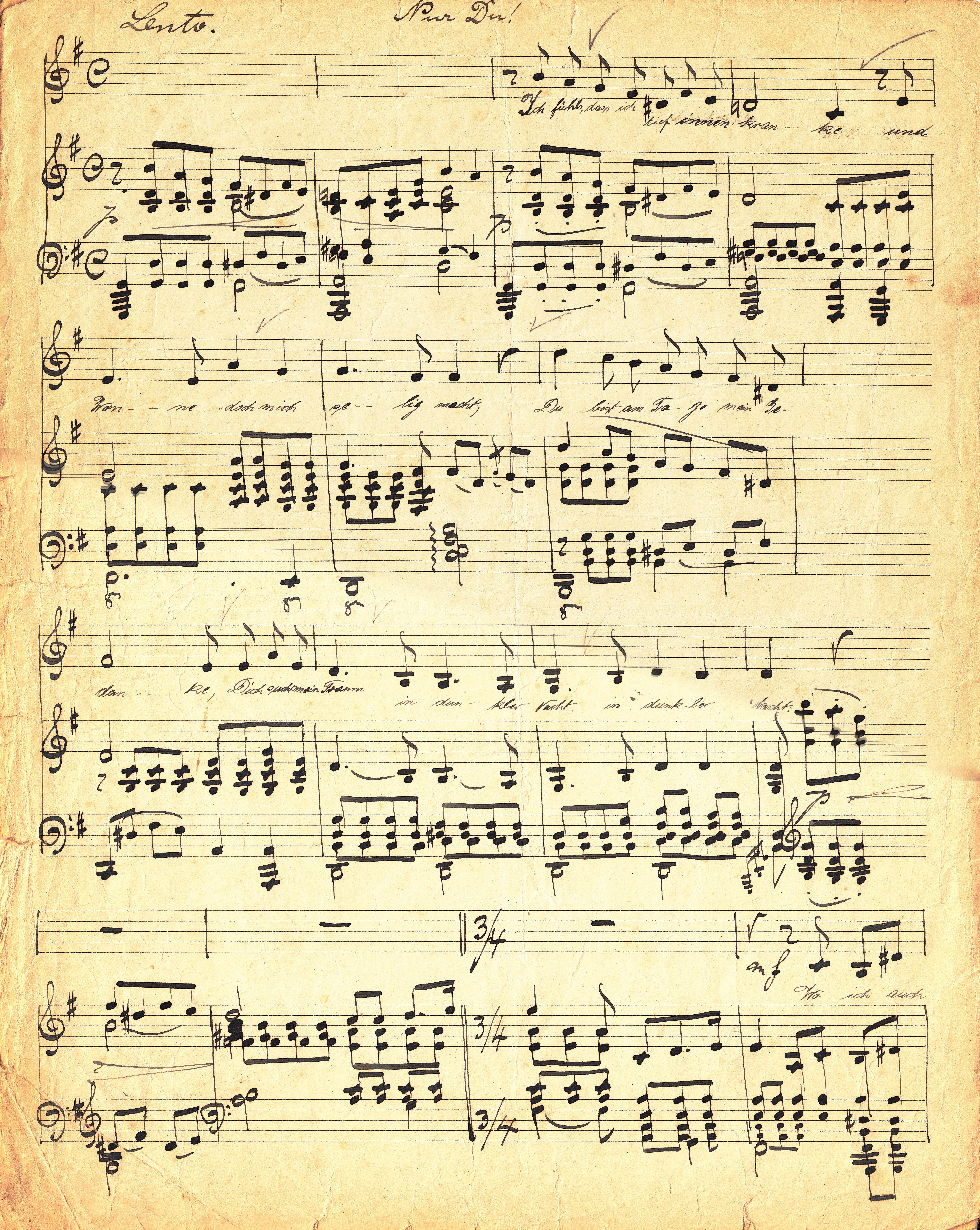
Autograph „Nur Du“ op. 25, Seite 1

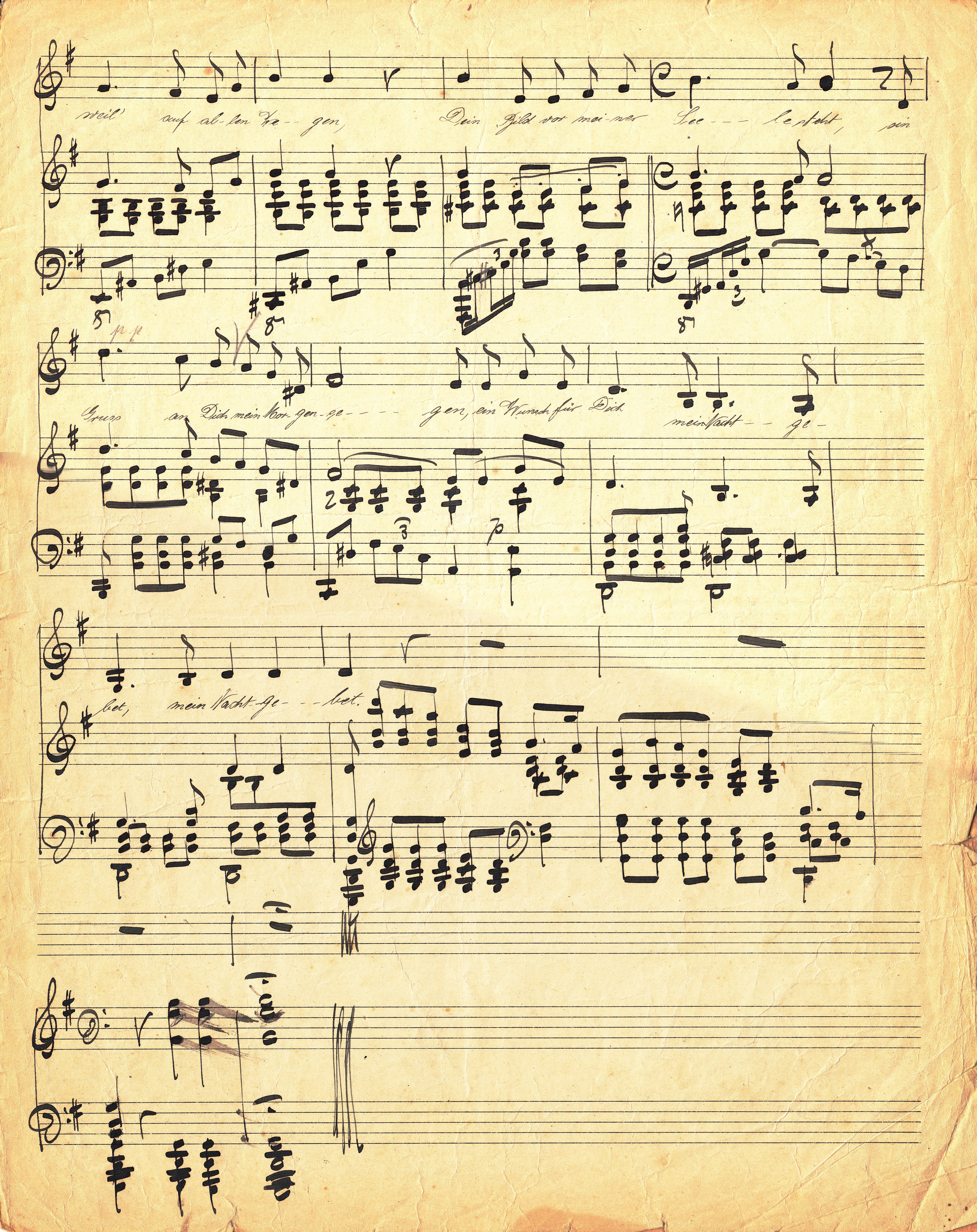
Autograph „Nur Du“ op. 25, Seite 2

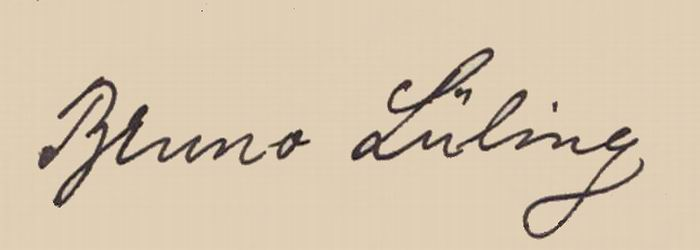
Unterschrift im Jahr 1907

Bruno Lüling (* 17. Dezember 1873 in Leipzig als Ernst Carl Bruno Lüling; † 25. September 1940 in Angermund) war ein dem Genre Salonmusik zuzurechnender Kapellmeister, Komponist und Pianist.

## Eltern und Geschwister
Seine Eltern waren der Geometer, Erfinder, Hobbymusiker und -schauspieler Christian Carl Lüling und die Konzertsängerin Selma Beyer. Seine beiden Schwestern Frieda Lüling (1872–1918) und Nanny Lüling (1879–1919) waren vor dem Ersten Weltkrieg bekannte Sängerinnen, die in Opern- und Operettenhäusern sowie in Varietétheatern auftraten.

## Jugendzeit
Die künstlerische Entwicklung Lülings und seiner Schwestern fällt in das Fin de Siècle, das als Startzeitpunkt in die industrielle Gesellschaft der Moderne gilt. Viele Menschen betätigten sich zu jener Zeit in Gesangsvereinen und Laien-Orchestern, so auch Lülings Eltern, die mit den beiden älteren Kindern Frieda und Bruno bei musikalischen Veranstaltungen auftraten. Solche Musikabende wurden von Privatpersonen und Vereinen häufig auch als Benefizkonzerte veranstaltet.
Lüling und seine Schwestern erhielten den ersten Musikunterricht von ihrer Mutter. Seinen ersten öffentlichen Auftritt hatte Lüling am 20. Februar 1880 beim Verein der Musenfreunde im Festsaal des Leipziger Hotel de Pologne, wo der Sechsjährige seine Mutter bei einigen Stücken auf dem Klavier begleitete. Lüling spielte außer Klavier auch Geige und erhielt Privatunterricht bei dem Leipziger Musikpädagogen Franz Hecktheuer. Das Leipziger Tageblatt berichtete in den frühen 1880er Jahren mehrfach von Lülings Auftritten mit seiner Mutter und Schwester Frieda.

## Besuch des Leipziger Konservatoriums
Lüling studierte vom Wintersemester 1891 bis zum Sommersemester 1896 am Königlichen Conservatorium der Musik zu Leipzig, das heute nach seinem Gründer Hochschule für Musik und Theater „Felix Mendelssohn Bartholdy“ Leipzig heißt. Seine Hauptfächer waren Komposition und Klavier. In seinem Abschlusszeugnis wurden ihm gut geschulte fachliche Fertigkeit, Kraft und Modulation im Anschlag sowie Feinfühligkeit für den Vortrag attestiert. Sein Fleiß und sein Verhalten wurden ebenfalls gelobt.

## Nach dem Studium
Bis zum Jahr 1900 trat Lüling regelmäßig als Konzertpianist und Klavierbegleiter in Leipzig und Halle auf. 1900 wird er in Bad Oldesloe erstmals als Kapellmeister bezeichnet. 1901/1902 gehörte er als Kapellmeister der Theatergemeinschaft Herford-Solingen an.

## Heirat und Familie
Der Theater-Kapellmeister Bruno Lüling heiratete am 19. Februar 1901 die Stickerei-Directrice Maria Lippmann (* 1873 in Leipzig). Die Braut war im sechsten Monate Schwanger, aber noch keine 19 Jahre alt. Die Ehe wurde in Verden geschlossen, weil Lüling dort bei einem Benefizkonzert die musikalische Leitung des Volksstücks Der Meineidbauer übernommen hatte. Das junge Ehepaar verließ Verden schon am 30. März 1901. Sein erstes Kind wird im Mai in Landsberg an der Warthe geboren, wo Lülings inzwischen geschiedene Mutter wohnte. Bis 1908 bekommt das Ehepaar Lüling insgesamt sechs Kinder, von denen fünf das Erwachsenenalter erreichen.

## Kapellmeister und Pianist in Lübeck
Seit 1902 wohnte Lüling mit seiner Familie in Lübeck. Dort war er Kapellmeister des Varietés Reuterkrug. Im Sommer 1904 leitete er die Kurkapelle im nahen Niendorf. 1905 hatte er ein Gastspiel in elsässischen Rappoltsweiler. Ab 1906 wohnte die Familie wieder in Lübeck. Lüling dirigierte am Stadttheater Operetten und hatte Engagements am Hansa-Theater. Als Pianist begleitete und dirigierte er Konzerte mehrerer Gesangsvereine. Bei mehreren Ausflugsfahrten auf der Ostsee leitete er Bordorchester. Offensichtlich unterrichtete er gelegentlich auch Klavierschüler.

## Umzug nach Düsseldorf und Erster Weltkrieg
Lüling zog mit seiner Familie noch vor Beginn des Ersten Weltkriegs nach Düsseldorf. Er wohnte zunächst in Bilk, Florastraße 25, dann in der Corneliusstraße 1 und ab Juli 1915 im Haus Oststraße 167. Er trat im Cabaret Wilhelmshof und im Stummfilmkino Schadow-Lichtspiele auf. Wegen des Krieges fielen diese Engagements bald fort, weswegen sich Lüling intensiv dem Komponieren zuwandte. 1915/16 entstand sein bekanntestes Werk. Die Indische Suite hatte er noch in Düsseldorf begonnen und vollendete sie 1916 während seines Militärdienstes als Funker beim Pionier-Bataillon Nr. 24, das in der Boltensternkaserne in Köln-Riehl stationiert war.

## Karriere in den Goldenen Zwanziger Jahren
Nach dem Ende des Ersten Weltkriegs waren Auftrittsmöglichkeiten zunächst allgemein rar. Erst mit wachsender Verbreitung des Stummfilmkinos gab es für Musiker der leichten Muse wieder vermehrt Auftrittsmöglichkeiten. Lüling hatte 1920/21 Engagements am Roland-Theater in Münster, der zentralen Spielstätte für Musik und Sprechtheater – vor allem aber der größten Lichtbildbühne – der Stadt. Dort leitete der bekannte Dirigent und Komponist Herr Lüling das Hausorchester. Als er 1921 nach Düsseldorf zurückkehrte, war Lüling in erfolgreicher Komponist, wenngleich er als Person nicht im Rampenlicht stand. Doch als Pianist und Kapellmeister am Düsseldorfer Kristall-Palast, im KP Reunion, dem Haus des guten Publikums wurde Lüling bei den Düsseldorfer Nachtschwärmern und Tanzwütigen immer bekannter und beliebter. Das kurze Intermezzo der Goldenen Zwanziger war mit dem Börsencrash im Oktober 1929, spätestens aber mit der Machtübernahme durch die Nationalsozialisten im Januar 1933, vorbei. Der letzte nachgewiesene Live-Auftritt von Lüling, fand im Januar 1932 im Düsseldorfer Apollo-Theater statt.

## Leben in Lintorf und Angermund im Dritten Reich
Wenige Monate später, im Mai 1932, zog Lüling mit seiner Frau nach Lintorf, wo er anfangs noch durch Konzertauftritte am örtlichen Kulturleben teilnahm. Lüling war gewiss Mitglied der Reichsmusikkammer und trat auch im November und Dezember 1935 bei zwei Konzertabenden der NS-Kulturgemeinde Ratingen-Land auf. Im September 1936 zogen Bruno und Maria Lüling nach Angermund, wo sie bis zu ihrem Tode 1940 respektive 1946 zurückgezogen lebten. Ein Nachruf bezeichnete Lüling 1940 als Politischen Leiter der Partei. Zu seiner Rolle im Nationalsozialismus fanden sich trotz umfangreicher Recherchen keine weiteren Quellen. I

## Musikalisches Werk
Lüling hinterließ ein umfangreiches Œuvre mit über 100 Stücken. Es besteht vor allem aus Kunstliedern sowie aus Orchesterstücken, einer Oper und einer Operette (beide posthum veröffentlicht) und Tanzmusik. Außerdem schuf Lüling bekannte Paraphrasen, z. B. von Grün ist die Heide (Text: Hermann Löns, Musik: Karl Blume) oder Wä morje fröh et Geld noch hätt, dä es et sälwer schold, einem Karnevalsschlager der Session 1929/1930 (Text: Jupp Hussels, Musik: Jupp Vorsmann). Lülings Kompositionen wurden früher regelmäßig bei Konzerten und im Radio aufgeführt; einige frühe Tonaufnahmen sind überliefert. Heute ist seine Musik fast vergessen. Ein vollständiges Verzeichnis seiner Werke existiert nicht. 2024 haben Elmar Ohst und Christian F. Seidler begonnen, Lülings Kompositionen systematisch zu erfassen. Ihr Werkverzeichnis ist nach eigenen Angaben aber längst noch nicht komplett.

## Hörprobe
- Telefunken Galopp, Op. 95 auf YouTube, 6. Februar 2015, abgerufen am 25. November 2024.